# Mościska (powiat chełmski)
Mościska – kolonia w Polsce położona w województwie lubelskim, w powiecie chełmskim, w gminie Dorohusk przy drodze wojewódzkiej nr 816.
| SIMC    | Nazwa  | Rodzaj     |
| ------- | ------ | ---------- |
| 0102634 | Majdan | przysiółek |

W latach 1975–1998 miejscowość administracyjnie należała do województwa chełmskiego.
Kolonia wchodzi w skład sołectwa Ladeniska, Mościska, Kolemczyce.
Wierni Kościoła rzymskokatolickiego należą do parafii Trójcy Przenajświętszej w Dubience.